# 이상번 (가수)
이상번(본명: 이동현, 1964년 2월 14일 ~ )은 대한민국의 가수 겸 배우이다. 1999년 "이동현"이라는 이름으로 본격적인 가수 생활을 시작했고, 2003년부터 지금의 예명으로 활발한 활동 중이다.

## 경력
- 2009년 4월 함평천지 홍보대사

## 음반
| 발매             | 제목                        | 비고 |
| ---------------- | --------------------------- | ---- |
| 1999년           | 인생은 새옹지마             |      |
| 2003년 12월 1일  | New Feeling                 | 정규 |
| 2009년 5월 20일  | 하늘이여 땅이여             | 정규 |
| 2012년 10월 1일  | 코리아 단골 메들리 제1탄    | 정규 |
| 2014년 5월 19일  | 코리아 단골 메들리 제2탄    | 정규 |
| 2014년 7월 28일  | 꽃나비 사랑 / 춤추는 김삿갓 | 정규 |
| 2016년 12월 29일 | 청춘인생                    | 정규 |

## 수상
- 2010년 제16회 대한민국 연예예술상 사회봉사상